# En avoir (ou pas)
En avoir (ou pas) je francouzský hraný film z roku 1995, který režírovala Laetitia Massonová podle vlastního scénáře. Snímek měl světovou premiéru 27. prosince 1995.

## Děj
Alice přijde o práci v rybárně. Opustí svého přítele a rozhodne se přestěhovat. Přijíždí do Lyonu hledat novou práci. Ubytuje se v hotelu Ideal, kde se seznámí s Brunem, stavebním dělníkem.

## Obsazení
| Sandrine Kiberlainová | Alice      |
| Arnaud Giovaninetti   | Bruno      |
| Roschdy Zem           | Joseph     |
| Mehdi Belhaj Kacem    | spisovatel |

## Ocenění
- César: nejslibnější herečka (Sandrine Kiberlainová)